# 松平忠誠 (武蔵国忍藩主)
松平 忠誠（まつだいら ただざね）は、江戸時代後期の大名。武蔵国忍藩4代藩主。官位は従四位上・左近衛少将。奥平松平家12代。

## 生涯
大久保忠声（下野国烏山藩主・大久保忠保の弟）の長男として誕生した。忍藩の後継として入嗣していた忠毅の死により、新たに養子となった。
文久3年（1863年）4月1日、養父・忠国の隠居により家督を譲られる。8月26日、従四位下・侍従・下総守に叙任する。同日、京都警備のために上洛を命じられ、9月22日に孝明天皇に拝謁する。元治元年（1864年）3月12日には幕府から帰国の許可を得て、4月18日には従四位上・左少将に昇進する。8月21日、長州征討に際して江戸警備を命じられる。翌慶応元年（1865年）閏5月2日、長州征討の費用として5千両を献上する。
慶応2年（1866年）5月25日、京都警備を再び命じられ、7月4日に上洛する。10月22日、帰国の許可を得る。
慶応4年（1868年）1月の鳥羽・伏見の戦いの敗北による徳川慶喜の大坂退去に伴い、忠誠は紀伊から船で退却した。その後、藩内が新政府軍に抗戦するか恭順するかで二分したとき、忠誠は藩論を一つにまとめられなかったが、隠居の忠国の登場によって藩論は恭順でまとまり、2月に忠誠は新政府に恭順した。明治2年（1869年）6月5日、忠国の後を追うように30歳で没した。

## 系譜
父母
- 大久保忠声（実父）
- 高嶋氏 - 側室（実母）
- 松平忠国（養父）

養子
- 松平忠敬 - 上杉斉憲の六男